# فرديناندو رضا
فرديناندو رضا (بالبرتغالية: Ferdinando Pereira Leda‏) (22 أبريل 1980 في البرازيل – )؛ هو لاعب كرة قدم كان يلعب كلاعب وسط.

## وصلات خارجية
- فرديناندو رضا على موقع رابطة كرة القدم اليابانية للمحترفين (اليابانية)
- فرديناندو رضا على موقع دوري كوريا الجنوبية (الإنجليزية)
- فرديناندو رضا على موقع قاعدة بيانات كرة القدم.إي يو (الإنجليزية)
- فرديناندو رضا على موقع Soccerway.com (الإنجليزية)
- فرديناندو رضا على موقع عالم كرة القدم.نت (الإنجليزية)